# Miguel Ángel del Pino y Sardá
Miguel Ángel del Pino y Sardá – hiszpański malarz portrecista pochodzący z Sewilli.
Studiował na Akademii Sztuk Pięknych w Sewillii, mając za nauczycieli artystów takich jak José Jiménez Aranda, José García y Ramos, Gonzalo Bilbao Martínez i Gustavo Bacarisas.
Specjalizował się w portretach, których wykonał ok. 700. Malował również pejzaże, miniatury oraz cenione plakaty. 
Po wojnie domowej przez 30 lat mieszkał w Argentynie, później przeniósł się do Sewilli, gdzie został członkiem Akademii Sztuk Pięknych. Jego dzieła można oglądać w Muzeum Sztuk Pięknych w Sewilli.